# 玛丽·内维尔
玛丽·内维尔（英語：Mary Nevill，1961年3月12日—），英国女子曲棍球运动员。她曾代表英国参加1988年和1992年夏季奥林匹克运动会曲棍球比赛，其中1992年奥运会获得一枚铜牌。